# Cel·la primària

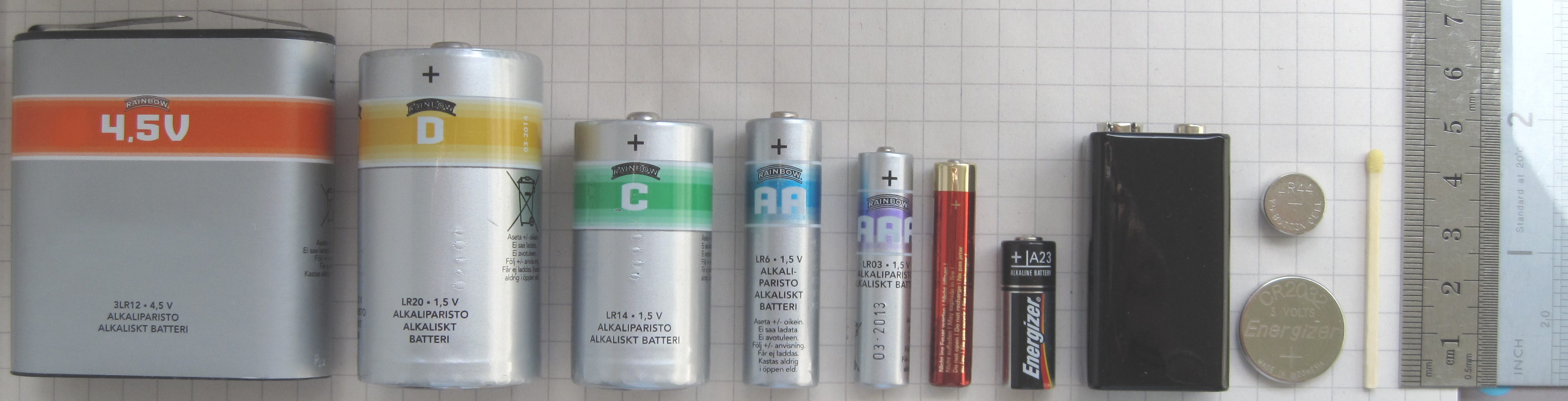
Una varietat de mides estàndard de cel·les primàries. De l'esquerra: bateria multicèl·lula de 4.5V, D, C, AA, AAA, AAAA, A23, bateria multicèl·lula de 9 V, (superior) LR44, (inferior) CR2032

Una  cel·la primària  és qualsevol tipus de cel·la electroquímica en la qual la reacció electroquímica es dona en un sol sentit i no pot ser revertida, per la qual cosa la pila construïda amb ella només pot descarregar-se, però no pot ser recarregada. Són immensament utilitzades en les piles d'un sol ús.
Habitualment es troben en les piles alcalines; principalment en les piles de zinc-carboni, amb una barra de carbó com càtode i una peça de zinc com a ànode. L'ànode sempre és l'elèctrode negatiu i el càtode el positiu

## Tendència d'ús
Al començament del segle xxi, les cel·les primàries van començar a perdre la seva quota de mercat respecte a les cel·les secundàries, ja que els costos relatius van disminuir. Les demandes d'energia de la llanterna es van reduir amb el canvi de bombeta incandescent a díode emissor de llum.
El mercat restant va experimentar una competència més gran en versions privades o sense etiquetes. La quota de mercat dels dos principals fabricants nord-americans, Energizer i Duracell, va disminuir fins al 37% el 2012. Juntament amb Rayovac, tots tres estan intentant traslladar els consumidors de les piles de  zinc-carboni (més cares), cap a les  bateries alcalines més segures i de més durada.
Els fabricants occidentals de bateries han canviat la producció en alta mar i ja no fabriquen bateries de zinc-carboni als Estats Units.
Xina es va convertir en el mercat més gran de piles, amb la previsió de que la demanda pugés més ràpidament que en qualsevol altre lloc i també s'ha passat al mercat de cel·les alcalines. En altres països en vies de desenvolupament, les bateries d'un sol ús han de competir amb els dispositius de recàrrega econòmics i eòlics que han proliferat.

## Recàrrega de cel·les primàries
Els intents d'allargar la vida de les cel·les primàries, per exemple mitjançant la recàrrega de bateries alcalines, han donat resultats variables. Hi ha dispositius de tercers fabricant que es presenten com que poden recarregar les cel·les primàries. Les reaccions químiques internes d'una cèl·lula primària no es reverteixen fàcilment per corrents aplicats externament, de manera que els reactants no tornen del tot al seu estat i ubicació inicials. Les cel·les primàries recarregades no tindran la vida ni el rendiment de les cel·les secundàries. Els fabricants de cel·les primàries solen advertir contra la recàrrega.

## Comparació entre cel·les primàries i secundàries
Les cel·les secundàries (bateries recarregables) són generalment més econòmiques d'utilitzar que les cel·les primàries. El seu cost inicialment superior i el cost de compra d'un sistema de recàrrega es poden repartir en molts cicles d'ús (entre 100 i 1000 cicles); per exemple, en les eines elèctriques de mà, seria molt costós substituir un paquet de bateries primàries d'alta capacitat cada poques hores d'ús.
Les cel·les primàries no estan dissenyades per a la recàrrega entre fabricació i ús, de manera que tenen una química de bateries que ha de tenir una taxa d'auto-descàrrega molt inferior a les tipologies de cel·les secundàries més antigues; però han perdut aquest avantatge amb el desenvolupament de cel·les secundàries recarregables amb taxes de descàrrega d'auto descàrrega molt baixes com les cel·les NiMH baixes d'auto-descàrrega que contenen prou càrrega durant el temps suficient per ser venudes com a precàrregues.
Els tipus comuns de cel·les secundàries (és a dir, NiMH i Li-ion) per la seva resistència interna molt inferior no pateixen la gran pèrdua de capacitat que fan el clorur alcalí, zinc-carboni i zinc ("heavy duty" o "super heavy duty"). amb un dibuix actual alt.
Les bateries de reserva aconsegueixen un temps d'emmagatzematge molt llarg (de l'ordre de 10 anys o més) sense pèrdua de capacitat, separant físicament els components de la bateria i juntant-los només en el moment de l'ús. Aquestes construccions són cares, però troben en aplicacions de reserva, que es poden guardar durant anys abans del seu ús.

### Estructura
A diferència del que passa en una cel·la secundària, intentar revertir la reacció (per mitjà de la recàrrega) en una cel·la primària és perillós i pot portar a una explosió de la pila.
Una altra diferència és que el material utilitzat en un o ambdós dels elèctrodes. En les cel·les primàries canvia de composició, mentre que la reversibilitat de les reaccions en una cel·la secundària els permet ser restaurats gairebé a la mateixa condició de la càrrega completa a cada recàrrega.

### Rendibilitat
Tot i que les piles recarregables són més cares que les piles recarregables amb voltatges i formes equivalents, obtindríem que les bateries recarregables són molt més barates si el preu es divideix entre el nombre total de cicles de càrrega.
No obstant això, hi ha alguns usos que requereixen piles amb períodes llargs de latència i pocs reemplaçaments, mentre el principal objectiu és la retenció de la càrrega.
En aquestes circumstàncies, certes tecnologies de piles recarregables podrien no ser apropiades, ja que podrien tenir una alta taxa d'auto-descàrrega en comparació amb piles no recarregables equivalents. Per exemple, una llanterna per a situacions d'emergència ha de funcionar quan és necessari, encara que hagi estat guardada per molt temps. Les cel·les primàries són més rendibles en aquest cas, ja que amb les bateries recarregables es faria servir només una petita fracció dels cicles de càrrega disponibles.

## Llista de cel·les primàries
- Cel·la de Leclanché
- Cel·la de Daniell
- Cel·la de Grove
- Cel·la de Bunsen
- Cel·la d'àcid cròmic
- Cel·la de Clark
- Cel·la de Weston